# Hymenopterida
Hymenopterida é uma superordem de insetos, compreendendo Hymenoptera e as ordens de Panorpida (Mecoptera, Siphonaptera, Diptera, Trichoptera e Lepidoptera). A superordem é membro da Endopterygota e está mais intimamente relacionada às ordens de Neuropterida e Coleopterida (Coleoptera e Strepsiptera).

## Evolução
O cladograma baseado em uma análise de DNA e proteína de 2008 mostra as relações internas da superordem como um clado de Hymenoptera e as ordens de Panorpida.
Predefinição:Clado Hymenopterida